# Tanyproctus syriacus
Tanyproctus syriacus är en skalbaggsart som beskrevs av Medvedev 1952. Tanyproctus syriacus ingår i släktet Tanyproctus och familjen Melolonthidae. Inga underarter finns listade i Catalogue of Life.